# هيلتون بريغز
هيلتون بريغز (بالإنجليزية: Hilton Briggs)‏ هو عالم حيوانات أمريكي، ولد في 9 يناير 1913، وتوفي في 23 نوفمبر 2001.